# Never Hear the End of It
Albums de Sloan
A Sides Win: Singles 1992-2005
(2005) Parallel Play
(2008)
Never Hear the End of It est le huitième album enregistré par le groupe de rock canadien Sloan. À l'instar de Between the Bridges, tous les titres s'enchaînent sans pause, rappelant la face B d'Abbey Road des Beatles.
Après Action Pact au son très années 1970 et au rock puissant, Never Hear the End of It propose un éventail de styles musicaux plus varié où les influences des années 1960 et 1970 sont omniprésentes. L'album comporte 30 titres sur un seul cd.
Who Taught You to Live Like That? est le premier single tiré de l'album, Fading Into Obscurity le second, Ill-Placed Trust le troisième. L'album se hisse à la 48e place du Billboard Heatseekers, devenant le premier album à percer dans les classements américains.
Pour le quatrième single, I've Gotta Try, le groupe réalise une vidéo en 2007.

## Titres
Toutes les chansons sont de Sloan.
1. Flying High Again – 1:25
2. Who Taught You to Live Like That? – 3:02
3. I've Gotta Try – 2:22
4. Everybody Wants You – 3:07
5. Listen to the Radio – 3:09
6. Fading Into Obscurity – 4:10
7. I Can't Sleep – 0:52
8. Someone That I Can Be True With – 1:32
9. Right Or Wrong – 2:40
10. Something's Wrong – 1:15
11. Ana Lucia – 3:21
12. Before the End of the Race – 2:27
13. Blackout – 1:39
14. I Understand – 5:28
15. You Know What It's About – 1:14
16. Golden Eyes – 1:01
17. Can't You Figure It Out? – 2:27
18. Set In Motion – 2:35
19. Love Is All Around – 3:21
20. Will I Belong? – 1:20
21. Ill-Placed Trust – 3:26
22. Live The Life You're Dreaming Of – 4:08
23. Living With The Masses – 1:36
24. HFXNSHC – 1:11
25. People Think They Know Me – 2:12
26. I Know You – 4:00
27. Last Time In Love – 3:36
28. It's Not The End Of The World – 2:28
29. Light Years – 1:51
30. Another Way I Could Do It– 3:31

B-Sides
- Even Though (iTunes bonus)
- The Best Part Of Your Life (iTunes bonus)

Singles extraits de l'album :
- Who Taught You To Live Like That? (2006) (Ferguson)
- Fading into Obscurity (2006) (Murphy)
- Ill Placed Trust (2006) (Pentland)
- I've Gotta Try (2007) (Scott)

## Anecdotes
- Le titre HFXNSHC est une abréviation de « Halifax, Nouvelle-Écosse Hardcore ».
- Patrick Pentland avait écrit au début du groupe une version grunge de Ill Placed Trust que le groupe jouait quand il tournait à l'époque du premier album..
- Chacun des membres a écrit un single tiré de cet album.